# Reder Mor
Le Reder Mor est une réplique d'un cordier (palangrier) de Roscoff, bateau de pêche typique de la Baie de Morlaix

Son port d'attache actuel est Morlaix dans le Finistère.

Son immatriculation est : MX 842857, MX pour le quartier maritime de Morlaix.

## Histoire
Reder Mor a été construit au chantier de Primel à Plougasnou dans le cadre du concours des bateaux des côtes de France patronné par le magazine le Chasse-Marée. Il a obtenu un prix dès sa sortie pour les Fêtes maritimes de Brest en 1992.

Ce sloop à cul de poule est très efficace en régate.
Il a participé au différentes éditions des Fêtes maritimes de Brest : Brest 1996, Brest 2000, Brest 2004, Brest 2008 et aux Tonnerres de Brest 2012.